# Hans Joachim Schulze
Hans Joachim Schulze (* 16. November 1938 in Chemnitz; † 4. September 2003) war ein deutscher Kolloidchemiker.
Hans Joachim Schulze studierte zunächst Baustoffkunde und Verfahrenstechnik an der Hochschule für Architektur und Bauwesen (HfA) in Weimar. Er begann 1964 im Forschungsinstitut für Aufbereitung der Akademie der Wissenschaften der DDR zu arbeiten. Diese Arbeit schloss er 1969 mit der Promotion an der HfA Weimar über „Adsorptionsprozesse in der Flotation“ ab. Darauf folgte die Habilitation 1977 am Zentralinstitut für Physikalische Chemie der Akademie der Wissenschaften in Berlin ebenfalls zum Thema Flotation. Schulze erhielt 1987 die Jacobus-Henricus-van’t-Hoff-Medaille für Physikalische Chemie.
Seit 1990 war er Leiter der Abteilung Grenzflächenprozesse des Forschungsinstitutes für Aufbereitung. Seit 1997 leitete er die von der Max-Planck-Gesellschaft geförderte Arbeitsgruppe Kolloide und Grenzflächen an der TU Bergakademie Freiberg. Neben der TU Bergakademie Freiberg lehrte er an der TU Dresden, an der Universität Regensburg und an der University of Cape Town.
Schulze ist Autor von über 100 wissenschaftlichen Publikationen und des bekannten Buches „Physikalisch-chemische Elementarvorgänge des Flotationsprozesses“ (LCCN 81-167096), in dem ein Großteil seiner Arbeiten auf dem Gebiet der Mineralaufarbeitung und der Flotation enthalten sind.